# Die Abenteuer des Prinzen Achmed
Die Abenteuer des Prinzen Achmed ist ein deutscher Silhouetten-Animationsfilm von Lotte Reiniger aus dem Jahr 1926. Der Film hatte Premiere am 2. Mai 1926 in der Berliner Volksbühne am Bülowplatz. Der Film verarbeitet mehrere Handlungsmotive, die Lotte Reiniger aus Märchengeschichten des Fundus Tausendundeine Nacht entlehnte, darunter Aladin und die Wunderlampe (ANE 346) und Das Zauberpferd (ANE 103). 
Es handelt sich dabei um den weltweit ältesten noch erhaltenen animierten Langfilm. Lediglich zwei argentinische Animationsfilme von Quirino Cristiani erschienen früher, gelten jedoch heute als verschollen.

## Handlung

### 1. Akt
Der mächtige afrikanische Zauberer beschwört die Natur und schafft sich ein fliegendes Zauberpferd. In der Stadt des Kalifen wird zu Ehren dessen Geburtstages ein großes Fest veranstaltet. Der Zauberer präsentiert ihm das Zauberpferd und holt mit dessen Hilfe die Flagge vom höchsten Turm des Palastes. Die Flugvorführung beobachten auch Prinzessin Dinarsade und ihr Bruder Prinz Achmed. Der Kalif bietet dem Zauberer für das Pferd zunächst Geld und schließlich die freie Wahl unter den Schätzen seines Palastes – der Zauberer entscheidet sich für Prinzessin Dinarsade. Achmed stellt ihn jedoch, woraufhin der Zauberer ihn überzeugen kann, das Pferd zu nutzen. Der Prinz besteigt es, steigt immer weiter auf in die Lüfte und gerät schließlich über die Wolken und außer Sicht. Daraufhin wird der Zauberer festgenommen und gibt zu erkennen, dass er dem Prinzen nicht mitgeteilt hatte, wie er das Pferd wieder zu Boden bringen kann.

### 2. Akt:Die Geschichte des Prinzen Achmed
Zufällig entdeckt Achmed dann den Sinkmechanismus und landet fernab von seiner Heimat auf einer der Zauberinseln von Wak-Wak. Die Herrin des Dämonenreichs von Wak-Wak ist Pari Banu. Achmed wird von den Hofmädchen unterhalten, schließlich streiten diese sich aber um den Fremdling und Achmed flieht mit seinem Pferd auf eine Nachbarinsel. Die schöne Pari Banu kommt mit ihren Gespielinnen jede Nacht in einem Vogelkleid auf diese Insel geflogen und badet in einem Zaubersee. Achmed überrascht sie dabei, indem er ihnen die abgelegten Federkleider entwendet. Nach einer kurzen Verfolgung hat er sich Pari Banu bemächtigt und entführt sie mit seinem Pferd nach China. Pari Banu warnt Achmed vor den Dämonen, doch der ist entschlossen, sie zu heiraten. Inzwischen hat auch der Zauberer mit einer Glaskugel den Aufenthaltsort seines Zauberpferds herausgefunden, verwandelt sich in eine Fledermaus und fliegt aus seinem Kerker davon zu Achmed und Pari Banu. In der Form eines Kängurus stiehlt er das Vogelkleid von Pari Banu und lockt Achmed damit zu einer Schlucht, in die der Prinz fällt. Unter der Vorgabe, von Achmed mit einem Gewand als Geschenk geschickt worden zu sein, entführt der Zauberer Pari Banu auf seinem fliegenden Pferd. Achmed kann sich nach einem Kampf mit einer Riesenschlange selbst aus der Grube befreien, kommt jedoch zu spät.

### 3. Akt:Abenteuer in China
Der Zauberer bringt Pari Banu zum Kaiser von China und verkauft sie an ihn. Pari Banu widersetzt sich dem Werben des Kaisers. Dieser bietet sie schließlich seinem Liebling, einem Zwerg, nach Wahl zur Ehe oder zum Töten an. Der Zauberer war inzwischen zu dem trauernden Achmed zurückgekehrt und hat ihn auf einen flammenumwobenen Berg verschleppt und dort mit einem Felsen fixiert. Er droht, sich nun dessen Schwester zu bemächtigen. Im Flammenberg wohnt jedoch eine Hexe, die eine Feindin des Zauberers ist. Von ihr erhält Achmed Wunderwaffen für die Befreiung von Pari Banu. Diese wird gerade an den Zwerg verheiratet, als Achmed und die Hexe eintreffen. Achmed befreit sie, als sie in das Haus des Bräutigams gezerrt wird. Doch auch die Dämonen von Wak-Wak suchen Pari Banu. Einige dieser fliegenden Drachen kann Achmed bekämpfen, doch andere von ihnen ergreifen Pari Banu und fliegen mit ihr davon. Achmed verschont den letzten Dämonen unter dem Versprechen, ihn nach Wak-Wak zu fliegen, doch dieser wirft Achmed direkt vor dem Tor von Wak-Wak ab, das sich nur dem öffnet, der Aladins Wunderlampe besitzt.

### 4. Akt:Aladin und die Wunderlampe
Achmed rettet Aladin aus den Klauen eines elefantenartigen Monsters mit Krallenfüßen und fragt ihn unvermittelt nach der Wunderlampe, die dieser jedoch auch nicht mehr hat. Aladin erzählt ihm die Geschichte, wie er als armer Schneider in der Stadt des Kalifen eines Tages Besuch von einem Mann erhielt, der ihn zu Dinarsade, der Tochter des Kalifen, führte. Dieser Mann versprach, sie ihm zur Frau zu geben, wenn er in einem Gebirge eine Wunderlampe aus einem Brunnen hole. Aladin stieg hinab durch mehrere unterirdische Höhlen und brachte die Lampe herauf. Er wurde aber von dem Mann wieder hinabgestoßen, da er darauf bestand, zuerst aus dem Brunnen gezogen zu werden, bevor er ihm die Lampe gebe. Beim Versuch, mit der Lampe Licht zu machen, entdeckte er die magische Kraft der Lampe. Der Geist der Lampe brachte ihn wieder nach Hause. Über Nacht ließ Aladin einen Palast erbauen und brachte damit den Kalifen zum Erstaunen, der ihm die schöne Dinarsade zur Frau gab. Achmed offenbart Aladin seine familiäre Beziehung zum Kalifen und zu Dinarsade, doch muss danach erfahren, dass eines Tages der Palast, die Prinzessin und die Lampe verschwunden waren und Aladin vor den Henker geführt wurde. Er konnte in letzter Sekunde fliehen und segelte mit einem Schiff davon. Bei einem Unwetter erlitt er Schiffbruch und wurde an Land gespült. Als er von einem Baum essen wollte, entpuppte sich dieser als das Elefantenmonster. Gerade als Achmed Aladin erklärt, für alles verantwortlich sei der afrikanische Zauberer gewesen, kommt die Feuerberghexe vom Himmel und drängt Achmed zur Befreiung Pari Banus, da diese von den Dämonen wegen der Flucht mit Achmed getötet werden soll. Die Hexe übernimmt für Achmed und Aladin den Kampf mit dem Zauberer um die Lampe, sie kämpfen in sich immer ändernden Tiergestalten gegeneinander, bis die Hexe obsiegt.

### 5. Akt:Die Geisterschlacht in Wak-Wak
Die Dämonen sind empört über ihre Herrin und drängen sie zum Sprung von einer Klippe, als Achmed herannaht. Aladin soll die Geister der Lampe herauslassen, doch die schwarzen Dämonen sind schneller und stürzen sich auf ihn. Es gelingt Achmed, ihn von den Dämonen zu befreien, doch die haben bereits die Lampe in ihren Besitz gebracht. Durch das Eingreifen der Hexe erlangen sie die Lampe zurück und lassen die guten Geister los, die die schwarzen Dämonen in einer turbulenten Schlacht bekämpfen. Ein vielköpfiger Dämon greift sich Pari Banu. Aus jedem seiner von Achmed im Kampf abgeschlagenen Köpfe wachsen zunächst zwei neue heraus, doch die Hexe kann dies mit Hilfe der Wunderlampe stoppen. Nach dem Sieg über die Dämonen kommt Aladins Palast herangeschwebt. Die Hexe schickt Aladin, Achmed und Pari Banu heim ins „Land der Sterblichen“ und behält die Wunderlampe. Im Palast findet Aladin seine Dinarsade. Die beiden Paare landen mit dem Palast wieder in der Kalifenstadt und werden vom Kalifen freudig empfangen.

## Hintergrund
Die Abenteuer des Prinzen Achmed war einer der ersten animierten Langfilme und wurde in den Jahren 1923 bis 1926 produziert. Die kreative Leitung des Produzententeams hatte Lotte Reiniger. Ihr zur Seite standen Walter Ruttmann, Berthold Bartosch, Alexander Kardan und Carl Koch. Die Originalkomposition für diesen Stummfilm stammt von Wolfgang Zeller und ist in der Library of Congress in Washington erhalten, weshalb sie bei der Restaurierung 1999 durch das Deutsche Filmmuseum wiederhergestellt werden konnte. Bei dieser wurden auch die in den heutigen Fassungen üblichen Zwischentitel eingefügt, die aus der Zensurkarte vom 15. Januar 1926 stammen.
Der Animationsfilm ist nicht gezeichnet, sondern es handelt sich hier um einen Scherenschnitt-Silhouettenfilm. Flache Puppen aus einzelnen ausgeschnittenen Pappteilen wurden mittels Stop-Motion-Verfahren animiert. Insgesamt wurden für den Film etwa 250.000 Einzelbilder angefertigt, von denen es nur 96.000 in den endgültigen Film schafften; bei einer Abspielgeschwindigkeit von 24 Bildern pro Sekunde ergeben diese eine Projektionsdauer von gut 65 Minuten.

## Restaurierung
Lange Zeit ging die Fachwelt davon aus, dass nur Schwarz-Weiß-Kopien des Films aus der Zeit zwischen 1950 und 1960 erhalten geblieben wären. Damals wurden aufgrund geringer Geldmittel die leicht brennbaren Nitrozellulosefilme nur auf Schwarz-Weiß-Film kopiert. Die Originalfilme waren aber, zumindest in einigen Szenen, farbig durch nachträgliche Viragierung. Bei einer restaurierten Fassung aus dem Jahr 1989 hatte man die Farben des Originals nur interpretiert. Als 1999 das hundertjährige Geburtstagsjubiläum von Lotte Reiniger anstand, recherchierten Filmrestauratoren des Frankfurter Filmarchivs weltweit neu und entdeckten in London im National Film and Television Archive ein für sein Alter von 70 Jahren sehr gut erhaltenes Nitrozellulosepositiv des Films, von dem vermutet wird, dass es eine direkte Kopie des Originalnegativs ist. Ebenso tauchte in der Library of Congress die Originalpartitur der Filmmusik von Wolfgang Zeller auf, die wichtige Hinweise über den ursprünglichen Schnitt des Films enthielt. Kombiniert mit den Notizen über die 124 Zwischentitel auf der Zensurkarte des Films aus der Weimarer Republik, konnte so die Originalfassung des Films wiederhergestellt werden. In einem besonderen Verfahren entstand so im Kopierwerk „L’Immagine Ritrovata“ in Bologna eine neue farbechte Kopie, die dem Original aus der Premiere im Mai 1926 sehr nahe kommt.

## Kritik
„Der Klassiker hat bis heute nichts an seiner Faszination verloren, auch wenn die Tricktechniken im Computerzeitalter immer vielfältiger und perfekter wurden. Besonders eindrucksvolle Bilder zeigen den Machtkampf zwischen der guten Hexe und dem bösen Zauberer, die sich in immer neue Gestalten verwandeln, bis sie sich in Lichteffekte auflösen.“

## Filmmusik
Die orchestrale Original-Filmmusik, die während der Produktion des Stummfilms komponiert wurde, stammt von Wolfgang Zeller. Seitdem hat es zahlreiche neue Versionen gegeben, die teilweise auf Zellers Motiven basieren und teilweise völlig neue Kompositionen sind. Der britische Filmmusikkomponist Freddie Phillips, der bereits andere Reiniger-Filme vertont hatte, schuf 1954, als in London erstmals wieder eine kopierfähige Negativ-Fassung des Films erstellt wurde, eine Neubearbeitung.
Seit der Restaurierung des Films 1999 führten unter anderem Yo-Yo Mas Silk Road Ensemble, das jordanisch-palästinensische Khoury Project, das Schweizer Klavierquintett I Salonisti, das Trio Teichmannhurt (Gebrüder Teichmann und Leopold Hurt), das Jazzduo Gramm Art Project und die britische Elektronikrockband Flights of Helios eigene Interpretationen beziehungsweise Kompositionen zum Film auf. Im Auftrag des Kurt-Weill-Fests komponierte der französische Kontrabassist Renaud Garcia-Fons eine neue musikalische Vertonung für Sextett aus europäischen und orientalischen Instrumenten (Kontrabass, Akkordeon, Bansuri/Querflöte, orientalische Perkussion, Laute/Tar, Marimbaphon), die 2011 in Dessau zum Film uraufgeführt wurde.